# Lynn Hunt
Lynn Avery Hunt (Cidade do Panamá, 16 de novembro de 1945) é uma historiadora e escritora panamenha. É a titular da cátedra Eugen Weber em História Europeia Moderna na Universidade da Califórnia em Los Angeles (UCLA).
É especializada na história da Revolução Francesa, mas também reconhecida por seu trabalho com enfoque de gênero e em história cultural. Seu trabalho de 2007, Inventing Human Rights, foi considerado a análise mais abrangente da história dos direitos humanos. No ano de 2002 Lynn Hunt foi presidente da American Historical Association.

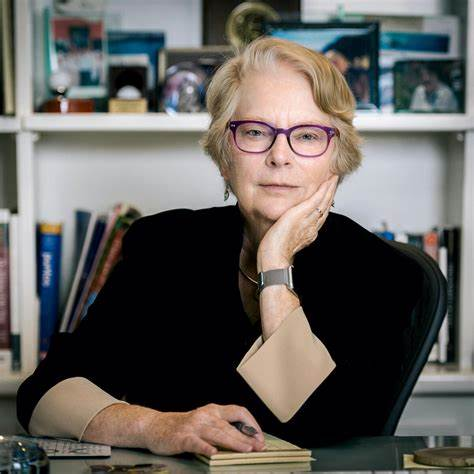
Lynn Hunt, historiadora e professora universitária, atua no campo de estudos de gênero e da história cultural, sendo autora de uma das obras mais abrangentes sobre a história dos direitos humanos.

## Biografia
Nascida no Panamá e criada em St. Paul, em Minessota, nos Estados Unidos, ela graduou-se no  Carleton College (1967) e concluiu seu mestrado (1968) e doutorado (1973) na Universidade Stanford. Lecionou na Universidade da Califórnia, Berkeley (1974–1987), na Universidade da Pensilvânia (1987–1998) e na Universidade da Califórnia em Los Angeles.
Hunt ensina história da França, da Europa e história da história como disciplina acadêmica. Suas especialidades incluem a Revolução Francesa, história das mulheres, história cultural e historiografia. Em seus projetos de pesquisa atuais incluem-se um estudo colaborativo de uma obra do início do século XVIII sobre religião comparada, que apareceu em 7 volumes com 275 gravuras do artista Bernard Picart.
Em 1982, Hunt recebeu uma bolsa Guggenheim para estudar História da França.
Em 2014, ela foi eleita Membro Correspondente da British Academy.

### Livros
- Revolution and urban politics in provincial France (1978)
- The Failure of the Liberal Republic in France, 1795–1799: The Road to Brumaire, coautoria com David Lansky e Paul Hanson em The Journal of Modern History Vol. 51, Nº 4, (1979).
- Politics, Culture, and Class in the French Revolution (1984)
- The New Cultural History (1989)
- The Family Romance of the French Revolution (1992)
- Telling the Truth about History (1994)
- Histories: French Constructions of the Past (1995)
- The French Revolution and Human Rights: A Brief Documentary History(1996)
- Beyond the Cultural Turn (1999)
- Liberty, equality, fraternity: exploring the French Revolution [livro, CD e website] (2001)
- The Making of the West: Peoples and Cultures (2005)
- Inventing Human Rights: A History (2007)
- La storia culturale nell'età globale (2010)
- Writing History in the Global Era (2014)
- History, Why It Matters? (2018)